# Karl Schuster
Karl Schuster (15. ledna 1877 Vídeň – 24. července 1935 Karlovy Vary) byl československý politik německé národnosti a meziválečný poslanec Národního shromáždění za Německou sociálně demokratickou stranu dělnickou v ČSR.

## Biografie
Po vystudování školy pracoval jako stavební dělník. Byl tajemníkem Svazu stavebních dělníků v Drahovicích. Podle údajů k roku 1925 byl profesí sekretářem stavebního dělnictva v Drahovicích.
V parlamentních volbách v roce 1920 získal za Německou sociálně demokratickou stranu dělnickou v ČSR poslanecké křeslo v Národním shromáždění. Mandát za ně obhájil v parlamentních volbách v roce 1925. V lednu 1928 se účastnil prvního společného sjezdu všech sociálně demokratických stran v ČSR.